# Tshu-Khwe jezici
Tshu-Khwe jezici, skupina kojsanskih jezika iz Bocvane i Namibije. Podijeljena je na četiri uže podskupine, to su: a) sjeverna centralna s jezikom shua [shg], 6.000 (2004 R. Cook); b) sjeveroistočna s jezicima kua [tyu] 820 (2004 R. Cook) i tsoa [hio] 6.540 (u Bocvani i Zimbabveu; c) sjeverozapadna s jezicima ǁani [hnh] 1.000 (Brenzinger 1997; Bocvana), ǁgana [gnk] 2.000 (2004 R. Cook; Bocvana) i khwe [xuu] (7,990; Namibija, Angola, Bocvana, Južnoafrička Republika, Zambija); d) jugozapadna s jezicima ǀGwi [gwj] (2.500; 2004 R. Cook; Bocvana) i naro [nhr] (14,000; Bocvana i namibija)
Nekadašnji jezik deti danas se smatra dijalektom jezika shua

## Vanjske poveznice
- Ethnologue (14th)
- Ethnologue (15th)